# Albina Kelmendi
Pour les articles homonymes, voir Kelmendi.
Albina Kelmendi, née le 27 janvier 1998 à Pejë (Kosovo), est une compositrice-auteure-interprète albano-kosovare. Après avoir été finaliste de The Voice of Albania en 2014, elle est choisie pour représenter l'Albanie au Concours Eurovision de la chanson 2023.

## Carrière
Née à Pejë au Kosovo, Albina Kelmendi grandit dans une famille de musiciens et apprend la clarinette et le piano pendant son enfance avant de se lancer dans la chanson. Elle commence à jouer avec sa famille dans un groupe appelé Family Band. Elle rencontre le succès dans son pays après avoir terminé 2e de la quatrième saison de The Voice of Albania en 2014.
En juin 2022, Kelmendi sort son premier album intitulé Nana Ioke qui inclut des collaborations avec sa mère, Albana Kelmendi. En décembre, elle participe avec cinq membres de sa famille sous le nom d'Albina & Familja Kelmendi au Festivali i Këngës avec la chanson Duje. Bien que la famille termine seulement deuxième, un choix décidé par le jury, les votes du public leur offrent la place de représentant de l'Albanie au Concours Eurovision de la chanson. Le groupe participe à la finale où il termine à la 22e place avec 76 points.